# Захарьевский район
Захарьевский район (укр. Захарівський район, до 2016 — Фрунзовский район, укр. Фрунзівський район) — ликвидированная административная единица на северо-западе Одесской области Украины. Административный центр — пгт Захарьевка.
Район ликвидирован 17 июля 2020 года в рамках административно-территориальной реформы на Украине. Территория района вошла в состав укрупнённого Раздельнянского района.

## География
По территории района протекает река Кучурган. На северо-западе граничит с Окнянским, севере с Подольским, северо-востоке Ананьевским, востоке Ширяевским, на юге с Великомихайловским районами. На западе государственная граница с Молдовой (Григоропольским районом ПМР).

## История
В районе обнаружены следы поселения эпохи мезолита (13 тысяч лет назад) и большой могильник черняховской культуры III—VI века нашей эры. Районный центр и район были названы в честь советского полководца М. В. Фрунзе, отец которого родился и долгое время жил здесь, пока князь Аргутинский-Долгоруков не отдал его в солдаты.
В 2016 году районный центр сменил название на Захарьевка, а район был назван Захарьевским.

### Гражданская война. События на станции Затишье осенью 1919 года
До наступления «белых» с юга и петлюровцев с севера, местность была под контролем «красных».
Наступая на одесском направлении, части армии УНР дошли до ст. Бирзула (сегодня город Подольск). В этом районе расположилась Волынская группа петлюровцев. Её основу составляли: 1-я Северная дивизия и 4-я дивизия серожупанников. По слухам, в районе Одессы ожидался белый десант, и группа должна была стать заслоном против добровольческих частей. На станцию Перекрестово (ближайшая к северу от Затишья) был выдвинут 2-й Переяславский конный полк под командованием полковника Николая Аркаса. Численность полка превышала 300 человек, но вооружена из них была едва ли треть. В полку имелись три пулемёта, причём один неисправный.
3-й Сводно-Драгунский Новороссийский полк после взятия Одессы (совместно с офицерскими организациями) двинулся на север и дошёл до станции Затишье.
Аркас при личной встрече с Ляшковым заверил последнего, что он и его бойцы, имея одну и ту же цель борьбы с большевиками, являются союзниками Доброармии. Ляшков поверил Аркасу — и на том успокоился, полностью уверенный в том, что стоит бок о бок с союзниками.
Первые контакты между представителями двух армий носили вполне мирный характер. Так продолжалось несколько дней, пока драгуны неожиданно не были атакованы и разоружены петлюровцами.
24 сентября 1919 года сотник конного полка имени Максима Зализняка Алексей Царенко со своими 50-ю казаками атаковал находящийся близ станции Затишье в эшелоне 3-й Драгунский Новороссийский полк. 50 украинских казаков пленили 326 хорошо вооруженных человек. Было также захвачено: 2 пушки, 16 пулемётов, 380 лошадей, поезд с 29 вагонами.
Командир новороссийцев ротмистр Ляшков, убежденный в миролюбии Аркаса и потому не принявший мер охранения, застрелился.
Позднее, уже в эмиграции, полковник Аркас подробно описал этот эпизод. Он сообщил о том, что жители Затишья сообщили ему, что «белые» куда-то собираются, а связи со станцией не было. Тогда Аркас отправил своих конников на рекогносцировки, но белые, заметив их, открыли огонь, после чего были атакованы и разоружены. Для проведения рекогносцировки петлюровский командир использовал практически всех вооруженных людей в полку.
Неясно, опасался ли Аркас, что будет действительно атакован, и сообщение о сборах в Затишье утвердило его в этой мысли, или, воспользовавшись моментом, он решил захватить белую батарею. Но столкновение было, и потом Аркасу пришлось отвергать обвинения в развязывании войны между петлюровцами и белыми.
Некоторое время и «белые», и свои обвиняли полковника Николая Аркаса в том, что он стал причиной войны между УНР и Добровольческой армией генерала Антона Деникина. Считалось, что развязывание войны было более выгодным Белой армии.
15 декабря 1919 года приказом по армии УНР Аркас был объявлен изменником. Большая часть полка вскоре вернулась к армии УНР.

#### Альтернативные мнения
1. Гетман Павел Скоропадский был лично знаком с Аркасом, так как последний был его личным охранником (в ноябре 1918 года арестован гетманскими спецслужбами за участие в подготовке восстания против гетмана). В своих мемуарах об этом случае Скоропадский пишет следующее: «Николай Аркас разделил свой полк надвое — по 45 бойцов — и направил их на фланги драгунов. А сам с десятком штабных старшин захватил вражескую батарею. После этого предложил деникинцам сложить оружие, потому что иначе введет в бой „второй полк“. Тот, которого у него в действительности не было. Деникинцы оружие сложили, босые махновцы выскочили из укрытия и вооружились. Только тогда драгунам стало ясно, как позорно они проиграли бой. Их командир застрелился. Аркас приказал похоронить его со всеми почестями. Станция, где это произошло, звалась Затишье.»
2. По одному из мнений, украинские кавалеристы, ночью окружили и затем спокойно обезоружили застигнутых врасплох, заспанных драгун (предположительно, по воспоминаниям офицеров Сводно-Драгунского полка).

## Население
Численность населения района — 19 994 человека, из них городского населения — 8 819, сельского — 11 175 человек.

## Административное устройство
Количество советов:
- поселковых — 2
- сельских — 11

Количество населённых пунктов:
- поселков городского типа — 2
- сёл — 51

## Экономика
Экономика района — сельскохозяйственного направления. В последние годы многие предприятия закрылись. Среди них Затишанские: нефтебаза, асфальтный завод, межрайбаза, райснаб; Фрунзовские: комбикормовый и кирпичный заводы, завод «Нептун» , КСП «Весна» и «Фрунзе», а также другие. В результате этого уровень безработицы превышает 10 процентов. Продолжает развиваться мелкий бизнес, в основном в сфере торговли. Из десяти промышленных предприятий, действующих в районе, самые крупные представлены ОАО «Затишанське ХПП» (в том числе, элеватор), Фрунзовским РЭС, Фрунзовским цехом электросвязи № 14. Из сельскохозяйственных предприятий — ООО-16, СФГ-92, ООО «Правда», СФГ «Ольга», СФГ «Журавушка».
Объекты коммунально-бытового обслуживания: два общежития, три парикмахерские, девятнадцать клубов, двенадцать библиотек, одна гостиница.

## Медицина
Медицинскую помощь населению оказывают 26 лечебно-профилактических учреждений (ЦРБ, три амбулатории семейной медицины, шестнадцать ФАПов, восемь аптек).

## Образование
В районе 21 учебно-воспитательное учреждение, среди них: аграрный лицей, спортивная школа, музыкальная школа, пять детсадов, дом детского творчества.

## Транспорт
Через район проходит основная линия Одесской железной дороги. Ж/д станции: Затишье, Ивановка, Перекрестово. Oстановочные платформы: Торосово, Победа и Первое мая. Со станции Затишье можно без пересадки доехать до таких областных центров: Одесса, Харьков, Львов, Винница, Хмельницкий, Тернополь, Ивано-Франковск, Черновцы, Черкасы, Полтава, Кропивницкий, Ровно, Луцк. Регулярное автобусное сообщение по маршрутам: Затишье — Загорье — Захарьевка — Осиповка — Павловка; и Глубокояр — Майорское — Захарьевка — Новая Шибка — Новониколаевка — Карабаново — Кошарка, налажено достаточно хорошо.

## Знаменитые уроженцы
- В 1854 году в Захарьевке родился Василий Михайлович Фрунзе, отец советского государственного и военного деятеля Михаила Фрунзе
- В 1896 году в Затишье родился подполковник армии УНР (в эмиграции — генерал-хорунжий) Павел Базилевский.
- В 1899 году в селе Торосово (тогда — немецкая колония Hoffnungsfeld) родился государственный и политический деятель нацистской Германии Георг Лейббрандт.
- В 1921 году в селе Новониколаевка родилась Герой Советского Союза Нина Онилова.